# Les Loges, Haute-Marne
Les Loges là một xã thuộc tỉnh Haute-Marne trong vùng Grand Est đông bắc nước Pháp.